# ريتشارد ملكاهي
ريتشارد ملكاهي (بالإنجليزية: Richard Mulcahy) (و. 1886 – 1971 م) هو سياسي من جمهورية أيرلندا .

## روابط خارجية
- ريتشارد ملكاهي على موقع الموسوعة البريطانية (الإنجليزية)
- ريتشارد ملكاهي على موقع مونزينجر (الألمانية)